# Selles (Marne)
Selles település Franciaországban, Marne megyében. Lakosainak száma 446 fő (2022. január 1.). Selles Beine-Nauroy, Époye, Heutrégiville, Pontfaverger-Moronvilliers és Saint-Masmes községekkel határos.

## Népesség
A település népessége az elmúlt években az alábbi módon változott:
| Lakosok száma | 184  | 179  | 263  | 318  | 385  | 396  | 405  | 417  | 427  | 446  |
|               | 1968 | 1982 | 1990 | 2006 | 2013 | 2015 | 2017 | 2019 | 2020 | 2022 |